# روبرت توماس (لاعب هوكي الجليد)
روبرت توماس هو لاعب هوكي الجليد كندي، ولد في 2 يوليو 1999 في أورورا في كندا.

## وصلات خارجية
- روبرت توماس على موقع دوري الهوكي الوطني (الإنجليزية)
- روبرت توماس على موقع EliteProspects.com (الإنجليزية)
- روبرت توماس على موقع Eurohockey.com (الإنجليزية)
- روبرت توماس على موقع HockeyDB.com (الإنجليزية)
- روبرت توماس على موقع Hockey-Reference.com (الإنجليزية)